# 三国争霸
《三国争霸》是上海起凡数字有限公司自主开发，并在起凡游戏对战平台上推出的即时战略游戏网络游戏，发行于2008年8月18日。

## 發展

### 起源
游戏的创意来源于玩家利用著名游戏公司暴雪旗下《魔兽争霸3》提供的地图编辑器所产生的DOTA以及台湾玩家衍生修改的真三国无双。《三国争霸》的操作方式与《魔兽争霸3》相似，但在其基础上进行了不少适应玩家需求的修改，如扩展了《魔兽争霸》等游戏最大5对5人的对战模式至可以同时支持10人对10人，以及可以在因为电脑故障、网络故障等原因游戏掉线后重新连入服务器继续之前的游戏等友好功能。

### 中國大陸營運
《三国争霸》被起凡视作公司在电子竞技方面进行发展的重要尝试，从2008年期陆续举办了一系列全国范围（中國大陸）的电子竞技比赛，并于2009年11月宣布新一轮的全国公开赛活动，同时宣布将与欧洲著名Lanparty品牌Dreamhack进行合作于2010年上海世博会期间共同在上海世博会瑞典馆打造电子竞技文化交流活动。

### 續作
《三国争霸2》（英文名：Conquest of the Three Kingdoms II）是由起凡游戏开发的MOBA竞技类游戏。游戏以东汉与西晋之间的分裂对峙时期为历史背景，采用虚幻引擎3开发，於2013年7月31日发行。